# Дера-Бугти
Дера-Бугти или Дерабугти (англ. Dera Bugti , урду ڈیرہ بگٹی‎) — город на юге Пакистана, в провинции Белуджистан. Административный центр одноимённого округа. По данным переписи, на 1998 год население составляло 15 309 человек.

## География
Город находится в восточной части Белуджистана, в гористой местности, на высоте 451 метра над уровнем моря.
Дера-Бугти расположен на расстоянии приблизительно 240 километров к юго-востоку от Кветты, административного центра провинции и на расстоянии 630 километров к юго-западу от Исламабада, столицы страны. Ближайший гражданский аэропорт находится в городе Суй.

## Интересные факты
В городе похоронен Акбар Бугти, бывший губернатор провинции Белуджистан и лидер белуджских сепаратистов.